# Blacklion
Blacklion (iriska: An Blaic eller An Leargaidh) är en ort i grevskapet Cavan i Republiken Irland. Orten ligger vid gränsen till Nordirland, strax söder om samhället Belcoo på andra sidan gränsen. Tätorten (settlement) Blacklion hade 194 invånare vid folkräkningen 2016.